# Paul Pietsch Verlage
Die Paul Pietsch Verlage in Stuttgart ist eine deutsche Verlagsgruppe. Dazu gehören die Verlage Motorbuch, pietsch, Müller Rüschlikon und transpress sowie der Schweizer Verlag Bucheli. Gegründet wurde die Verlagsgruppe 1962 von dem ehemaligen Rennfahrer Paul Pietsch. Die Hauptthemen sind Mobilität, Technik und Freizeit. Die Veröffentlichungen sind hauptsächlich auf Männer ausgerichtet.

## Geschichte
Der erfolgreiche Rennfahrer Paul Pietsch gründete 1946 gemeinsam mit Ernst Troeltsch und Josef Hummel in Freiburg die Motor-Sport GmbH aus der später der Verlag Motor Presse Stuttgart hervorging. Als Vorgänger der heute noch erscheinenden Zeitschrift auto motor und sport bringt der Verlag die Zeitschrift Das Auto heraus. 
Der Firmensitz wurde 1950 von Freiburg nach Stuttgart verlegt. Ab 1952 widmete sich Paul Pietsch vorrangig der Arbeit als Verleger, da er seine Rennfahrer-Aktivitäten beendete.
Im Jahre 1962 gründete er den Motorbuch Verlag.
Wichtigste Buchreihe wurde die Ratgeber-Reihe Jetzt helfe ich mir selbst mit Reparaturanleitungen für PKW und Motorräder. Der Erfolg dieser Serie ermöglicht die Erweiterung des Produktangebots und neue Themen werden im Verlagsprogramm aufgenommen.
Im Jahr 1972 erfolgte die Übernahme des Schweizer Bucheli Verlags aus Zug. Die Reihe „Jetzt helfe ich mir selbst“ wurde mit den Reparaturanleitungen des Bucheli Verlages ergänzt. 
Im Jahr 1979 erfolgte die Gründung des Verlags pietsch mit den Schwerpunkten Sport, Wassersport und Natursport.
Die Leitung der Verlagsgruppe, geht 1985 auf die Tochter von Paul Pietsch, Patricia Scholten über.
Im Jahr 1990 erwarb die Gruppe den Schweizer Verlag Müller Rüschlikon mit den Schwerpunkten Pferde, Hunde, Tauchen und Angeln. 
Und schon 1991 der Verlag transpress, Berlin, mit dem Schwerpunkt Eisenbahn.
1995 erfolgte die Übernahme des Schrader Verlags mit Titeln zu zwei- und vierrädrigen Oldtimern. Ab 2004 wurden die Titel des Schrader Verlag in den Motorbuch Verlag eingegliedert.

## Kritische Personalie
Als Personalchef arbeitete, nach seinen Entlassungen bei Porsche und VW, einige Zeit der zuvor als Kriegsverbrecher inhaftierte SS-Offizier Joachim Peiper für den Verlag, ehe er in den 1960ern nach Frankreich zog und als Verlagslektor weiter – unter dem Pseudonym Richard Buschmann – als Übersetzer von Militärbüchern für den Verlag tätig war. Diese Tätigkeit endet mit seinem nicht aufgeklärten Tod 1976.